# 아라우거북

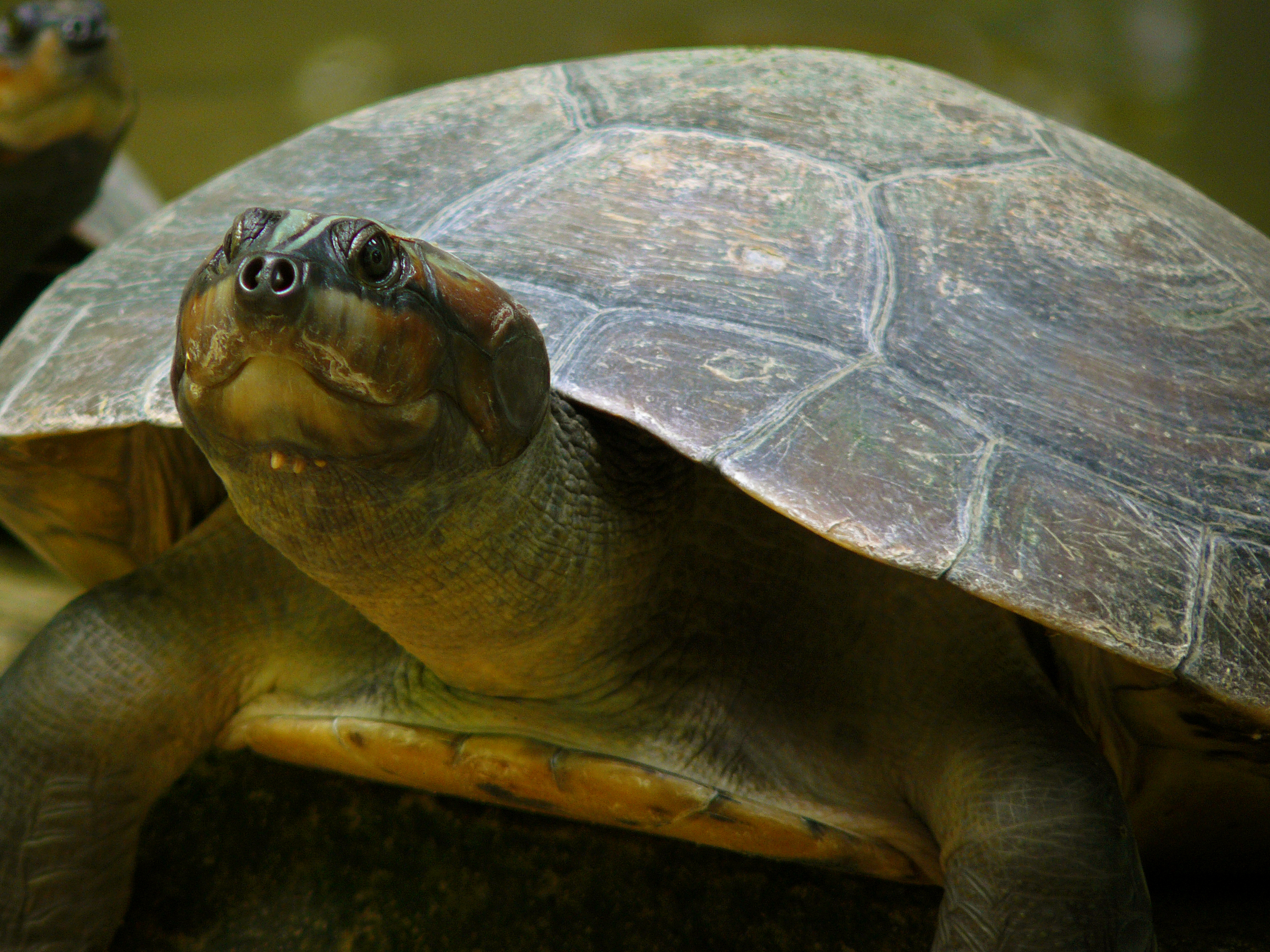

아라우 거북(학명:Podocnemis expansa)은 곡경아목 큰가로목거북과에 속하는 거북이다. 몸길이는 1.2m가 되는 큰 거북에 속한다.

## 특징과 먹이
아라우 거북은 담수에 사는 거북 중에서 큰 거북 중에 하나이다. 남아메리카에서 사는 담수의 거북 중에선 가장 큰 종이다. 몸의 색깔은 대체적으로 갈색, 회색, 및 올리브색이나 녹색이 가장 일반적이지만 정확한 색상은 없으며 환경에 따라 자신의 몸이 가진 색을 바꾸는 것이 가능한 종이다. 전반적으로 큰 크기 외에 수컷은 암컷보다 더 긴 꼬리와 직선의 갑피를 가진 것이 특징이며 암컷이 수컷보다 크다. 다른 이름으로는 남미 강 거북, 남미 거북, 아마존강 거북 등으로 불리는 거북이며 콧구멍이 다른 거북에 비해 앞쪽으로 쏠려 있는 독특한 특징을 가진 거북이다. 먹이로는 식물의 과일, 씨앗, 잎, 수생식물을 주로 먹지만 물고기나 죽은 동물의 사체도 먹는 초식성 위주의 잡식성 거북이다.

## 서식지 및 산란기와 보호활동
아라우 거북의 서식지는 남아메리카로 남아메리카의 국가들 중에서 브라질, 볼리비아, 페루, 에콰도르, 콜롬비아, 베네수엘라, 가이아나에 주로 서식한다. 아마존강에서도 많이 서식하는 종으로 주로 수심이 깊은 강, 연못, 호수에 주로 서식하는 거북이다. 산란기는 3월~5월의 봄이며 산란기가 되면 수컷은 암컷을 두고 서로 싸우기도 한다. 수컷의 수정을 받은 암컷은 한번에 75~123개의 알을 낳으며 암컷이 알을 낳은지 50일이 지나면 어런 거북이 부화하게 된다. 야생에서는 보통 20년을 살지만 길게 살면 25년까지도 사는 종이다. 아라우 거북은 최근부터는 급속한 산업화로 인한 난개발로 서식지가 오염되거나 파괴되는 일들이 잦아져 국제 자연 보전 연맹이 정한 멸종위기등급에서 취약의 등급을 받은 멸종위기종으로 국제적으로 개체수의 보호를 받는 종이다.

## 같이 보기
- 거북
- 파충류
- 남아메리카